# Гренадир
Гренадири (на френски: grenadiers) са елитни европейски войници от пехотата (по-късно и от кавалерията и бронираните войски), въоръжени с огнестрелно оръжие и гранати, обучени за щурм на укрепени вражески позиции (предимно в обсадни операции).
През Първата и най-вече по време на Втората световна война отделенията с гренадири се превръщат в тежко-пехотни и танково-гренадирски дивизии.

## Създаване
За първите военни формирования, които атакуват (отбраняват) бойни цели с гранати, се споменава за първи път по време на китайската династия Мин.
В Европа за първи път гранати се използват от войскови формирования в испанската и австрийската армия, а по-късно и в Англия през Гражданската война.
През 1667 година части наречени „гранадири“ започват да се обособяват като отделен род войска от краля на Франция Людовик XIV. В началото към всяка войнска част са зачислени по около 4 гренадири на рота, три години по-късно те вече съставляват отделни роти, а след това отделни гренадирски роти се създават във всички френски пехотни полкове.
Скоро в цяла Европа е последван този пример, и през XVII век към пехотните полкове на всички армии са сформирани гренадирски роти. Съставени са от най-смелите войници, действат на най-трудните и опасни позиции, в челото на щурмовата колона, за усилване на фланговете и за действия срещу кавалерията.

## Ръчните гранати
Първите ръчни гранати представлявали балон от метал или стъкло, напълнен с обикновен барут. Гранатите били снабдени с къс фитил, запалван от гренадирите в ръка. Диаметърът на гранатата варира в диапазона 7 – 15 см.
През XVIII век гранатата представлява страховито оръжие в ръцете на гренадирите и смъртоносна опасност както за вражеските войски, така и за самите гренадири. Често гренадирите носели със себе си по няколко гранати (понякога – десетки), затова трябвало да бъдат в отлична физическа форма и да притежават ловкост и сила за мятане на гранатите в боя. Било нужно да са дисциплинирани и смели, за да могат да се приближават максимално до вражеските позиции и да хвърлят граната точно в целта. Всички тези качества правят гренадирите елитните бойци на пехотата.
Гренадирите от този период се движели в челото на атакуващите войски. Използване на крупни съединения от гренадири било неудобно, затова гренадирските части, обичайно роти, били включвани в състава на полковете от линейната пехота. Всеки войник имал обичайно по 4 гранати в обособена чанта (гренадирка) и бил въоръжен с обичайното пехотно въоръжение – пушка и щик.
Гренадирските части още по това време били определяни като елитни, и получавали различни привилегии. Например, в много армии, привилегия на гренадирите било носенето на мустаци или брада, останалите бойци трябвало да бъдат гладко обръснати. Онези, които имали светла коса, трябвало да бъдат боядисани в тъмен цвят, за да се сливат с пейзажа.

## Конни гренадири
Практически едновременно с пешите гренадири се появяват и конни. Людовик XIV създава първата рота конни гренадири (на френски: grenadiers à cheval), през 1676 година. Частта била снабдена с шанцов инструмент и проправяли пътя на драгуните.